# Романовський Олександр Володимирович
Олекса́ндр Володи́мирович Романо́вський (нар. 10 серпня 1952, с. Нексикан, Сусуманський район, Магаданська область, Росія) — український політик. 

## Життєпис
Народний депутат України 8-го скликання. Віце-президент Запорізького обласного союзу промисловців та підприємців (роботодавців) «Потенціал», генеральний директор — головний конструктор ТОВ «НВП „Хартрон-Юком“».
Закінчив Запорізький машинобудівний інститут, «Радіоінженерія» (1974).
Працював на різних посадах у ТОВ «НВП „Хартрон-Юком“»: інженером, старшим інженером, заступником генерального директора — директором з економіки, фінансів і маркетингу — начальником управління економіки, фінансів і маркетингу.

## Нагороди
- Нагороджений орденом «За заслуги» III ступеня (2009)[2], державними і місцевими нагородами.
- Заслужений працівник промисловості України.